# 中国（广西）自由贸易试验区
中国（广西）自由贸易试验区（英語：China (Guangxi) Pilot Free Trade Zone，简称广西自贸试验区）是中华人民共和国的一个自由贸易试验区，由中华人民共和国国务院于2019年8月2日批复，同年8月30日挂牌成立。广西自贸试验区是中国大陆第六批自由贸易园区之一，总面积119.99平方公里，涵盖南宁片区（46.8平方公里）、钦州港片区（58.19平方公里）和崇左片区（15平方公里），以“服务西部，面向东盟，衔接一带一路”为发展目标。